# Counter-Strike: Global Offensive
Counter-Strike: Global Offensive (ponekad pisano CS:GO) je mrežna pucačina u prvom licu koju su napravili Hidden Path Entertainment i Valve Corporation. To je četvrta igra u Counter-Strike serijalu.
Counter-Strike: Global Offensive izašao je 21. kolovoza 2012. za Microsoft Windows i OS X na Steamu, Xbox Live Arcadeu, i PlayStation Networku. Linux verzija je izašla rujna 2014. Ima klasičan sadržaj kao ponovo napravljene starije mape, također i nove mape, likove i tipove igre. PSN verzija daje mogućnost igranja DualShock 3 kontrolerom, PlayStation Move palicom ili USB tipkovnicom i mišem. Važan dio je mogućnost otvaranja raznih vrsta kontejnera koji sadrže oružja raznih boja, kamuflaža i paterna, koji se tada mogu prodati na CS:GO tržnici.

## Vanjske poveznice
- http://blog.counter-strike.net